# Sonnenfinsternis vom 2. August 2027
Die totale Sonnenfinsternis vom 2. August 2027 spielt sich größtenteils über Nordafrika, der Arabischen Halbinsel, dem nördlichen Atlantik und dem Indischen Ozean ab. Für die Beobachtung der Finsternis ist günstig, dass sich das Maximum der Finsternis ereignet, während der Kernschatten den Süden von Ägypten überstreicht, da die dortigen Klimaverhältnisse beste Bedingungen erwarten lassen. Das Maximum der Finsternis ist in der Nähe von Luxor zu beobachten. Die Dauer der totalen Phase liegt dort bei 6 Minuten und 23 Sekunden. Sie ist damit die längste Sonnenfinsternis des 21. Jahrhunderts, deren Maximum auf dem Festland liegt.
Die Sonnenfinsternis vom 2. August 2027 gehört zum Saros-Zyklus 136 und ist die Nachfolgerin der längsten Finsternis des 21. Jahrhunderts vom 22. Juli 2009. Auch die Sonnenfinsternis am 3. September 2081, die nächste Finsternis, bei der der Kernschatten des Mondes Deutschland, Österreich und die Schweiz überstreicht, gehört zu diesem Zyklus.
Für Spanien, dessen Südküste vom Kernschatten gestreift wird, ist dies die zweite totale Sonnenfinsternis (nach der Sonnenfinsternis vom 12. August 2026) innerhalb eines Jahres, und innerhalb von weiteren sechs Monaten folgt noch eine weitere, ringförmige Sonnenfinsternis vom 26. Januar 2028. Allerdings liegt kein spanischer Ort zweimal im Kernschatten.
Für Tunesien ist diese Sonnenfinsternis die erste von drei totalen Sonnenfinsternissen im 21. Jahrhundert.

## Verlauf
Die Finsternis beginnt im Atlantik bei Sonnenaufgang. Der Schattenpfad erreicht erstmals in Marokko Land. Mit dem Süden Spaniens liegt auch ein kleineres Stück Europa in der Totalitätszone. Der Mondschatten überquert die Nordküste Afrikas, wobei Algeriens Hauptstadt Algier knapp außerhalb der Totalitätszone liegt. Das mittlere und südliche Tunesien mit seinen beliebten Touristengebieten liegt ebenfalls auf dem Weg des Mondschattens. Der Nordwesten Libyens mit der Hauptstadt Tripolis liegt knapp außerhalb der Totalitätszone, der Osten des Landes kann sich dagegen schon einer Totalität von mehr als 6 Minuten erfreuen. In der Nähe der größten Verfinsterung liegt Mittel- und Oberägypten mit seinen Touristenzentren. Nach Überqueren des Roten Meers wird der Südwesten von Saudi-Arabien verfinstert. Der Mondschatten überquert noch den Jemen. Der restliche Verlauf der Finsternis findet dann ohne weitere Landberührung auf dem Indischen Ozean statt, wo die Finsternis bei Sonnenuntergang endet.

## Orte in der Totalitätszone
| Land          | Ort             | Dauer  | Uhrzeit (UT) | Bemerkung                                     |
| ------------- | --------------- | ------ | ------------ | --------------------------------------------- |
| Marokko       | Tanger          | 4m 51s | 08:47        |                                               |
| Spanien       | Tarifa          | 4m 39s | 08:47        |                                               |
| Gibraltar     | Gibraltar       | 4m 27s | 08:48        |                                               |
| Spanien       | Málaga          | 1m 53s | 08:49        | nach CalSky nur Teile des Stadtgebietes total |
| Spanien       | Exklave Ceuta   | 4m 49s | 08:48        |                                               |
| Spanien       | Exklave Melilla | 4m 33s | 08:50        |                                               |
| Algerien      | Oran            | 5m 08s | 08:54        |                                               |
| Tunesien      | Sfax            | 5m 40s | 09:12        |                                               |
| Tunesien      | Djerba          | 4m 33s | 09:12        |                                               |
| Libyen        | Bengasi         | 6m 09s | 09:31        |                                               |
| Ägypten       | Asyut           | 6m 07s | 10:00        |                                               |
| Ägypten       | Girga           | 6m 23s | 10:03        |                                               |
| Ägypten       | Luxor (Karnak)  | 6m 21s | 10:05        |                                               |
| Ägypten       | Edfu            | 5m 31s | 10:07        |                                               |
| Saudi-Arabien | Dschidda        | 5m 56s | 10:25        |                                               |
| Saudi-Arabien | Mekka           | 5m 09s | 10:27        |                                               |
| Jemen         | Sanaa           | 2m 12s | 10:45        | nach CalSky nicht total                       |

## Sichtbarkeit im deutschsprachigen Raum
Die Finsternis ist im deutschsprachigen Raum als partielle Sonnenfinsternis im ganzen Verlauf sichtbar. Die größte Verfinsterung wird im Südwesten, in Zermatt im Schweizer Kanton Wallis, mit maximal zu 61 % Bedeckung erreicht. Die geringste Verfinsterung wird im Nordosten, in Sassnitz auf Rügen, mit maximal zu 28 % Bedeckung erreicht.
| Land        | Ort               | Bedeckung | Bemerkung |
| ----------- | ----------------- | --------- | --------- |
| Schweiz     | Bern              | 57 %      |           |
| Schweiz     | Basel             | 55 %      |           |
| Österreich  | Salzburg          | 51 %      |           |
| Österreich  | Wien              | 47 %      |           |
| Deutschland | München           | 50 %      |           |
| Deutschland | Frankfurt am Main | 45 %      |           |
| Deutschland | Berlin            | 34 %      |           |
| Deutschland | Hamburg           | 32 %      |           |

Die nächstfolgende, im deutschsprachigen Raum sichtbare Sonnenfinsternis, ist die Sonnenfinsternis vom 26. Januar 2028.